# Iperostosi
Per  iperostosi in campo medico, si intende un'eccessiva proliferazione della matrice ossea, derivando un aumento della densità scheletrica.

## Eziologia
La causa può essere dovuta a gonfiore o osteoma.

## Tipologia
- Iperostosi endostale, detta anche sindrome di Buchem
- Iperostosi corticale infantile, detta anche malattia di Caffey
- Iperostosi frontale interna, detta anche sindrome di Morel
- Iperostosi scheletrica diffusa idiopaticacorticale infantile